# Calodipoena caribbaea
Calodipoena caribbaea là một loài nhện trong họ Mysmenidae.
Loài này thuộc chi Calodipoena. Calodipoena caribbaea được Willis J. Gertsch miêu tả năm 1960.